# Leskia hirtula
Leskia hirtula är en tvåvingeart som först beskrevs av Villeneuve 1936.  Leskia hirtula ingår i släktet Leskia och familjen parasitflugor. Inga underarter finns listade i Catalogue of Life.